# Van Mierlobrug
Van Mierlobrug (brug 18) is een vaste brug in Amsterdam-Centrum.
De verkeersbrug verbindt de zuidelijke kade van de Blauwburgwal met de Herenstraat. Ze overspant daarbij Herengracht. De brug vormt een geheel met brug 19 in de oostelijke kade van de Herengracht en over de Blauwburgwal. De brug wordt omringd met gemeentelijke en rijksmonumenten, maar is er zelf geen, ze is te jong. 
Hier ligt al eeuwen een brug, Pieter Bast tekende haar in op zijn kaart uit 1599, toen de Herengracht als vestinggracht de buitenkant van de stad vormde. Op de kaart van Balthasar Florisz. van Berckenrode uit 1625 is de welfbrug met vijf doorvaarten getekend in de kade van de Blaeuwe Burchwal over de Heere Graft. Het is vanaf dan altijd de noordelijkste brug in de Herengracht.
De brug kwam in het nieuws in 1879, ze was hinderlijk hoog voor het verkeer. Geld voor aanpassing was er echter niet. In 1883 nog stortte paard en wagen bij het afgaan van de brug te water (paard en lading konden gered worden), de koetsier raakte verwond omdat hij tegen een boom viel en moest naar het gasthuis. In 1890 is er wel geld voor aanpassing. In het najaar 1891 naderde deze verlaagde brug haar voltooiing, vermoedelijk in de vorm van een liggerbrug. Deze brug ontsnapte op het nippertje aan vernieling bij een bominslag op 11 mei 1940, waarbij het hoekpand Blauwburgwal 25-27 en Herengracht 105-107 getroffen werd. 
De brug werd tussen 1 oktober 1976 en 30 april 1977 vervangen door een nieuwe welfbrug ook weer met vijf doorvaarten. Het ontwerp van deze klassiek uitziende brug is afkomstig van Dirk Sterenberg van de Dienst der Publieke werken. Hij ontwierp meer historiserende bruggen in Amsterdam; Sterenberg ontwierp daarbij ook nieuwe leuningen. Frank V. Smit constateerde in 2008 dat door het toepassen van vijf bogen:
- voor wat betreft uiterlijk de brug er minder elegant uitziet dan de bruggen met één boog
- voor wat betreft praktijk door toepassing van meerdere bogen de brug een plattere uitvoering kon krijgen over dit brede water.

De brug werd in januari 2021 vernoemd naar D66 oprichter Hans van Mierlo die in de buurt woonde en over deze brug naar zijn kroeg wandelde.

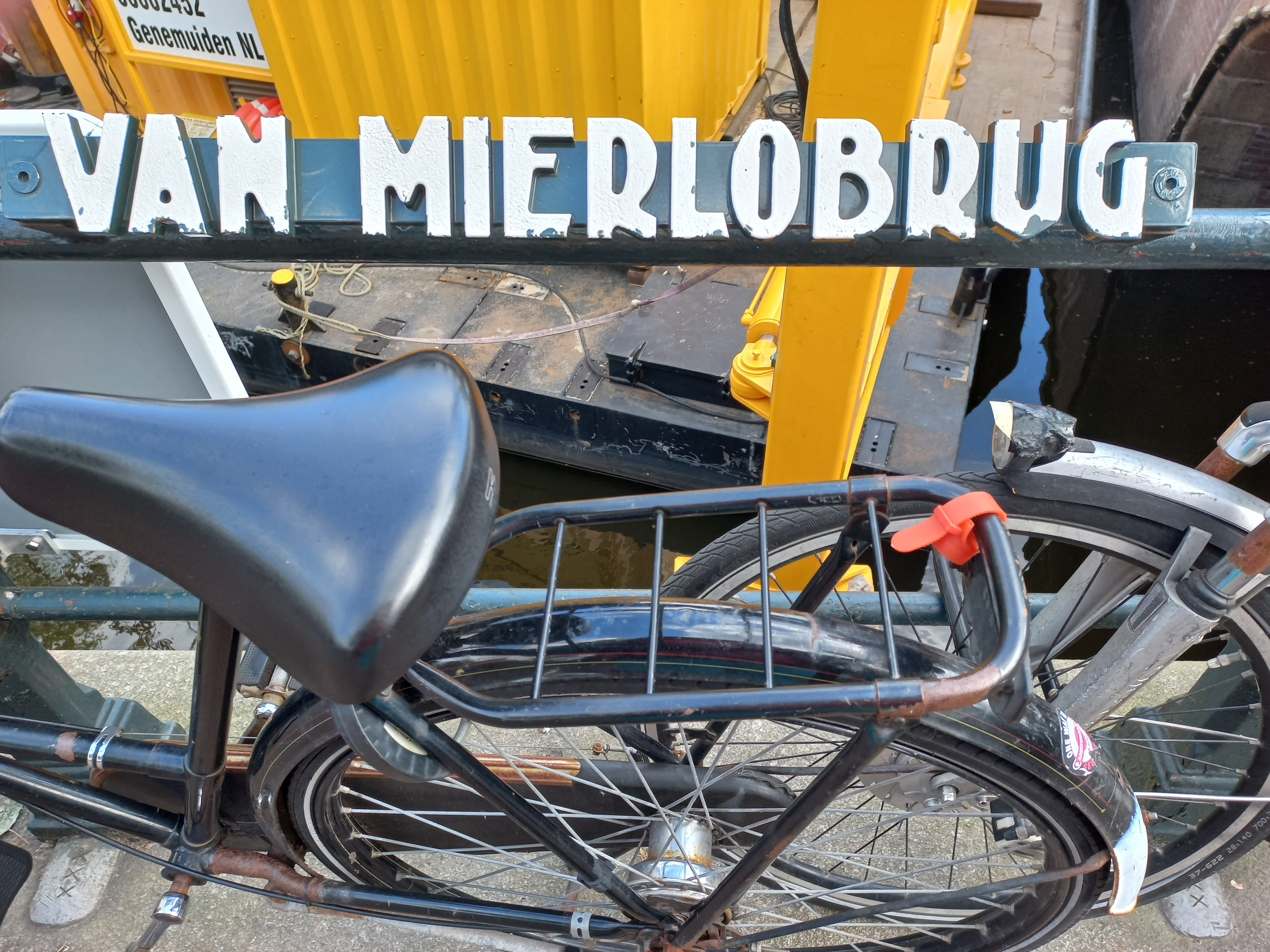
naamplaat (mei 2022)

1 · 2 · 3 · 4 · 5 · 6 · 7 · 8 · 9 · 10 · 11 · 12 · 13 · 14 · 15 · 16 · 17 · 18 · 19 · 20 · 21 · 22 · 23 · 24 · 25 · 26 · 27 · 28 · 29 · 30 · 31 · 32 · 34 · 35 · 36 · 37 · 38 · 39 · 40 · 41 · 42 · 43 · 44 · 45 · 46 · 47 · 48 · 49 · 50 · 51 · 52 · 53 · 54 · 55 · 56 · 57 · 58 · 59 · 60 · 61 · 62 · 63 · 64 · 65 · 66 · 67 · 68 · 69 · 70 · 71 · 72 · 73 · 74 · 75 · 76 · 77 · 78 · 79 · 80 · 81 · 82 · 84 · 85 · 86 · 87 · 88 · 89 · 90 · 91 · 92 · 93 · 94 · 95 · 96 · 97 · 98 · 99 · >>>
Brugnummers 33 en 83 zijn niet (meer) vergeven